# Communauté germanophone de Belgique
La Communauté germanophone de Belgique (en allemand Deutschsprachige Gemeinschaft Belgiens et en néerlandais Duitstalige Gemeenschap van België), ou Belgique de l'Est (Ostbelgien et Oost-België), est l'une des trois communautés de Belgique, où la langue officielle est l'allemand. Elle se situe dans l'est de la province de Liège, en Région wallonne, plus particulièrement le long de la frontière allemande.
Son origine est liée à l'octroi des cantons de l'Est à la Belgique en guise de compensation après la défaite de l'Allemagne lors de la Première Guerre mondiale, rattachant au pays des populations germanophones en plus des populations néerlandophones et francophones déjà présentes dans le royaume. Elle fut officiellement créée le 24 décembre 1970 lors de la première réforme de l’État belge, révisant la Constitution et plus particulièrement son article 2, en réponse à la question communautaire en Belgique.
Avec une superficie de 853,64 km2 et une population de 79 432 habitants au 1er janvier 2024, elle est la plus petite des trois communautés du pays, les deux autres étant la Communauté flamande et la Communauté française. Elle représente un peu moins de 1 % de la population et 2,78 % du territoire belges.
À l'instar de ses deux consœurs, la Communauté germanophone de Belgique dispose de ses propres institutions : parlement et gouvernement. Sa capitale est Eupen.

## Nom
Comme disposé par la Constitution, le nom de l'institution est Communauté germanophone de Belgique, mais depuis le 15 mars 2017 l'appellation Ostbelgien a été annoncée par son ministre-Président Oliver Paasch.

## Territoire

Les 9 communes germanophones

La Communauté germanophone se situe dans l'est de la Belgique, en Région wallonne et plus précisément en province de Liège, dans l'Arrondissement administratif de Verviers, sur les cantons d’Eupen et de Saint-Vith.
Le territoire de la Communauté germanophone est délimité au nord par les « trois bornes » de la Belgique, de l'Allemagne et des Pays-Bas, à l'est par l'Allemagne, au sud par les trois bornes de la Belgique, de l'Allemagne et du Grand-Duché de Luxembourg et à l'ouest par la région belge de langue française. La Communauté germanophone exerce ainsi ses compétences sur neuf des onze communes appartenant aux cantons de l'Est (cf. en bas). Ces communes sont :
| Commune                      | Population (01/01/2024) | Superficie | Densité de population |
| ---------------------------- | ----------------------- | ---------- | --------------------- |
| Eupen (centre administratif) | 20 082                  | 103,74     | 193,58                |
| La Calamine (Kelmis)         | 11 346                  | 18,12      | 626,16                |
| Lontzen                      | 6 052                   | 28,73      | 210,65                |
| Raeren                       | 11 119                  | 74,21      | 149,83                |
| Amblève (Amel)               | 5 612                   | 125,15     | 44,84                 |
| Bullange (Büllingen)         | 5 538                   | 151,93     | 36,45                 |
| Burg-Reuland                 | 3 959                   | 108,96     | 36,33                 |
| Butgenbach (Bütgenbach)      | 5 651                   | 99,00      | 57,08                 |
| Saint-Vith (Sankt Vith)      | 10 073                  | 150,96     | 66,73                 |
| Communauté germanophone      | 79 432                  | 853,64     | 93,05                 |
| Malmedy                      | 12 940                  | 100,76     | 128,42                |
| Waimes (Weismes)             | 7 562                   | 96,93      | 78,01                 |
| Cantons de l'Est             | 99 934                  | 1 050,53   | 95,13                 |

- Source : Statbel[5]

Le territoire de la Communauté germanophone n’est ainsi pas identique à celui des cantons de l’Est qui reprend, outre les neuf communes précitées, les communes de Malmedy et de Waimes qui se trouvent quant à elles sur le territoire de la Communauté française de Belgique. Ainsi, les cantons de l’Est reprennent le territoire qui fut concédé à la Belgique en 1919 à l’occasion du Traité de Versailles et qui appartenait auparavant (et ce depuis 1814) à la Prusse.
Elle fait également partie de l’Eurorégion Meuse-Rhin et de la Grande Région.

## Langues

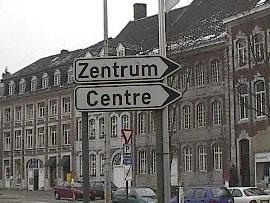
Signalisation bilingue en allemand et en français à Eupen.

L'allemand standard a été introduit sur le territoire de l'actuelle Communauté germanophone de Belgique au XIXe siècle, d'abord par le clergé. Cependant, les langues et dialectes traditionnels sont, dans le canton d'Eupen, le francique rhéno-mosellan (ou thiois) ainsi que le francique ripuaire et, dans le canton de Saint-Vith, le francique ripuaire et le francique mosellan (ou luxembourgeois). Ces trois idiomes, tout comme l'allemand standard, font partie du groupe haut-allemand. Les parlers franciques sont cependant en régression. La transmission intergénérationnelle étant en diminution constante, ils sont considérés en danger d'extinction. Bien que l'allemand soit l'unique langue officielle, une situation de multilinguisme semblable à celle du Grand-Duché de Luxembourg prévaut dans la Communauté. En effet, la grande majorité des habitants sont bilingues allemand-français, une portion de la population continue aussi de parler une forme de francique et, dans le canton d'Eupen, la connaissance du néerlandais est fréquente.
Les communes de la région de langue allemande sont obligées par les lois sur l'emploi des langues en matière administrative de proposer des facilités linguistiques pour la minorité de francophones vivant en Communauté germanophone. Ainsi, toutes les publications des communes à destination du public en général se font dans les deux langues. Certains panneaux de signalisation sont également bilingues.

## Politique: une entité fédérée de l'État belge

### Compétences
Comme les autres communautés de Belgique, elle est compétente dans les domaines de la culture et de l’enseignement, dans l'emploi des langues et dans les matières personnalisables (surtout les soins de santé, l'aide à la jeunesse et le secteur social). S'y ajoute la recherche dans ces domaines. En 2014, s'ajoute le tourisme, qui devient une compétence communautaire (et non plus régionale).
La Constitution belge (Art. 139) autorise la communauté germanophone à obtenir l'exercice de compétences régionales de la part de la Région wallonne pour les régler elle-même. Cet article a été mis en œuvre à plusieurs reprises :
- en 1994 : les monuments et sites (patrimoine) ;
- en 1999 : l’emploi (élargi en 2015) et les fouilles archéologiques ;
- en 2004, 2009 et 2014 : la tutelle sur les communes, les zones de police de la Communauté germanophone, les associations intercommunales, le financement des communes (le fonds des communes et les travaux financés), les fabriques d’église, les funérailles et sépultures ;
- en 2019 : l'aménagement du territoire, le logement et une partie de la politique de l'énergie.

En revanche, contrairement à la Communauté française et à la Communauté flamande, la Communauté germanophone n’est pas compétente pour l’emploi des langues en matière administrative (qui reste dans le giron fédéral).
Elle dispose, depuis la sixième réforme de l'État, de l’autonomie constitutive qui permet aux entités fédérées de régler par elles-mêmes certains aspects de leur organisation. En ce qui concerne les autres responsabilités, soit l’État fédéral, soit la Région wallonne restent compétents dans leurs propres domaines sur le territoire de langue allemande.

### Parlement de la Communauté germanophone

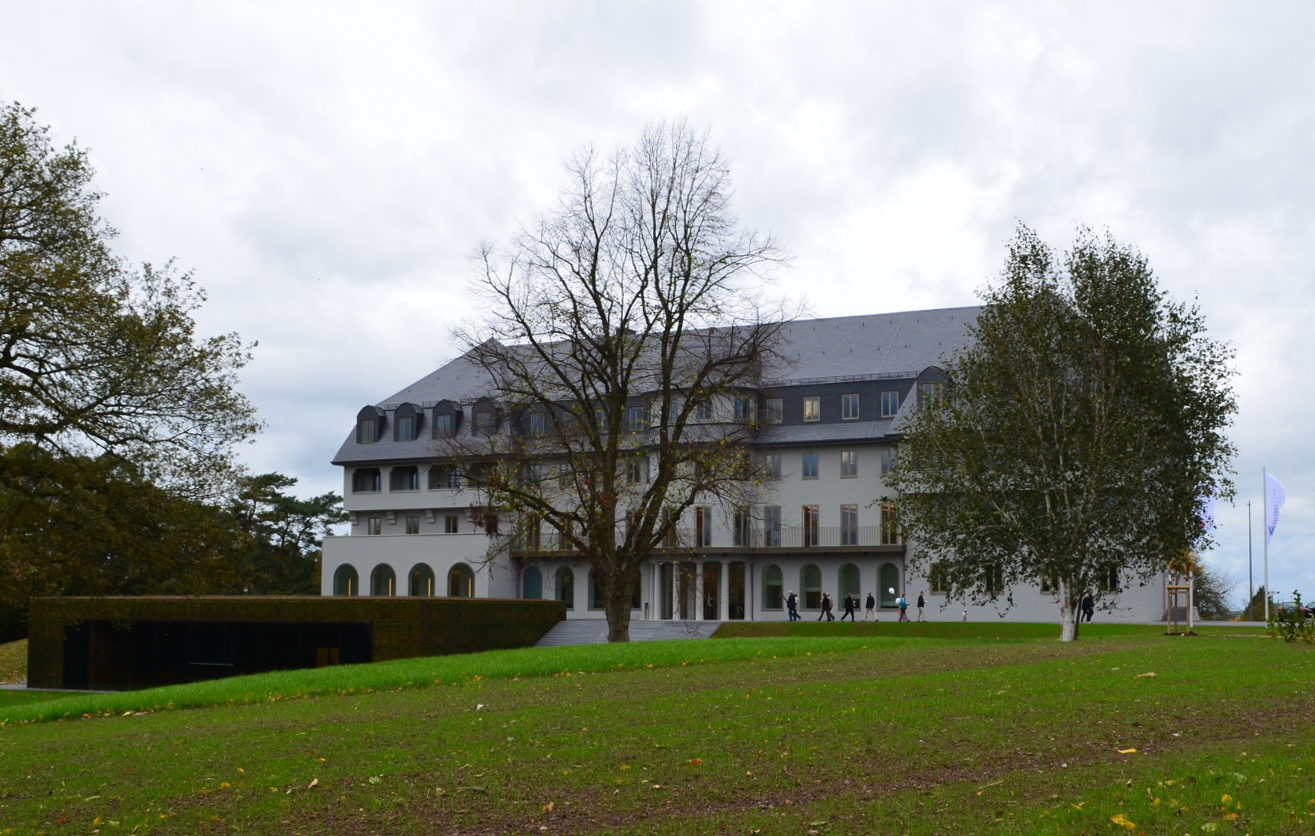
Le siège du Parlement de la Communauté germanophone à Eupen.

Le Parlement de la Communauté germanophone se compose d'une part de 25 députés élus directement tous les 5 ans par la population de la région de langue allemande au suffrage universel. La représentation se fait de manière proportionnelle.
D'autre part, le Parlement compte aussi des membres à voix consultative, membres germanophones du :
- Parlement européen ;
- Parlement fédéral ;
- Parlement de Wallonie ;
- conseil provincial de la Province de Liège.

Les missions du Parlement de la Communauté germanophone consistent notamment à voter des actes à valeur législative (appelés « décrets ») et le budget de la Communauté, à contrôler l'action gouvernementale et a élire le représentant de la Communauté germanophone au Sénat belge.

### Gouvernement de la Communauté germanophone

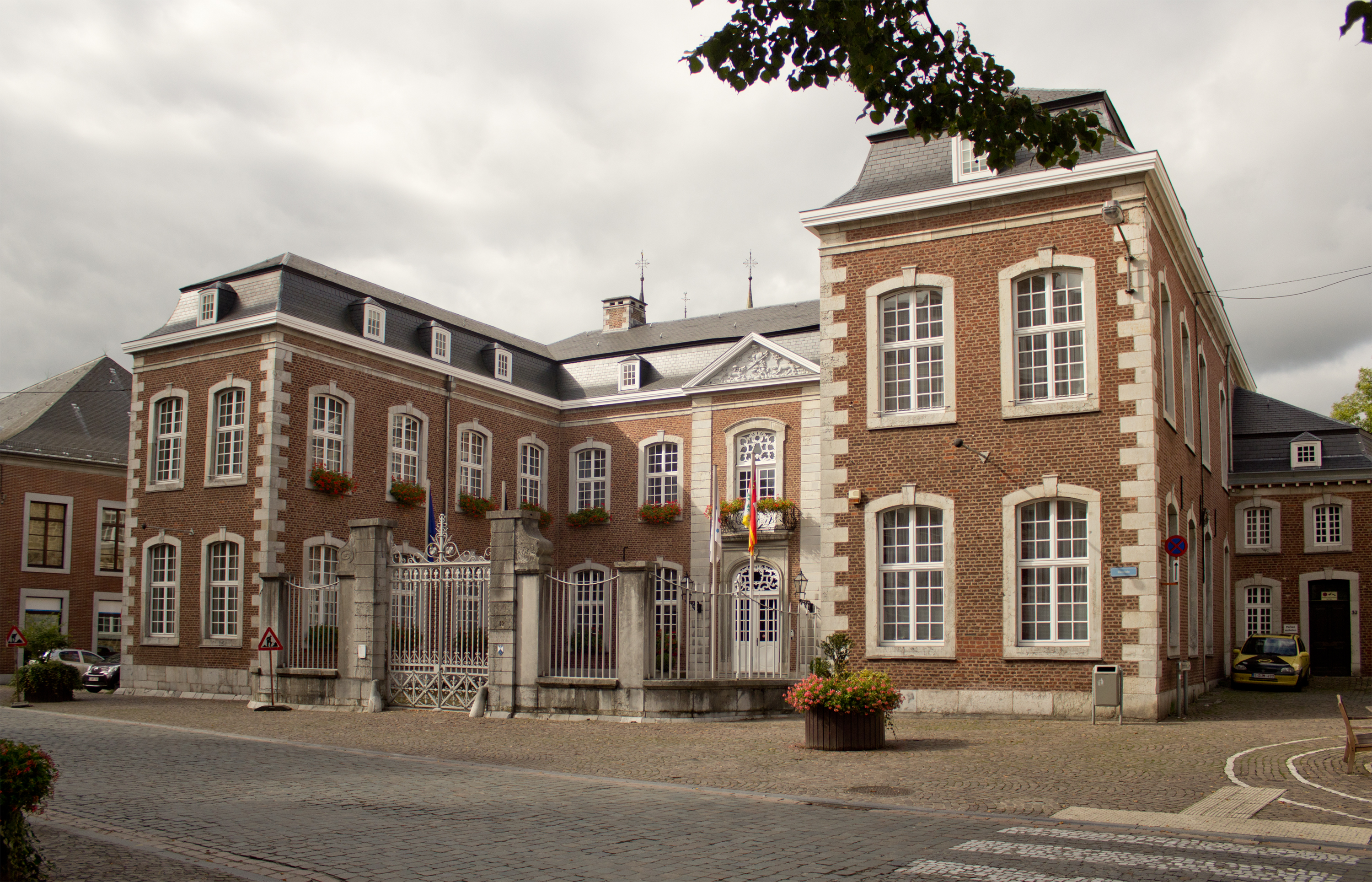
Le siège du gouvernement de la Communauté germanophone à Eupen.

Le gouvernement de la Communauté germanophone est composé à l'origine de trois ministres et, depuis la législature 2004-2009, de quatre ministres, dont un ministre-président.
Le gouvernement exécute avec l'aide de son administration les décrets qui sont votés par le Parlement, au travers « d'arrêtés du gouvernement ». Celui-ci a également un droit d'initiative au Parlement de la Communauté germanophone, qui lui permet de soumettre des « projets de décret ». Enfin, le gouvernement est politiquement responsable devant le Parlement.
Le gouvernement de la Communauté germanophone est également représenté par un ministre au « comité de concertation » à l'échelon fédéral.

## Sécurité et secours

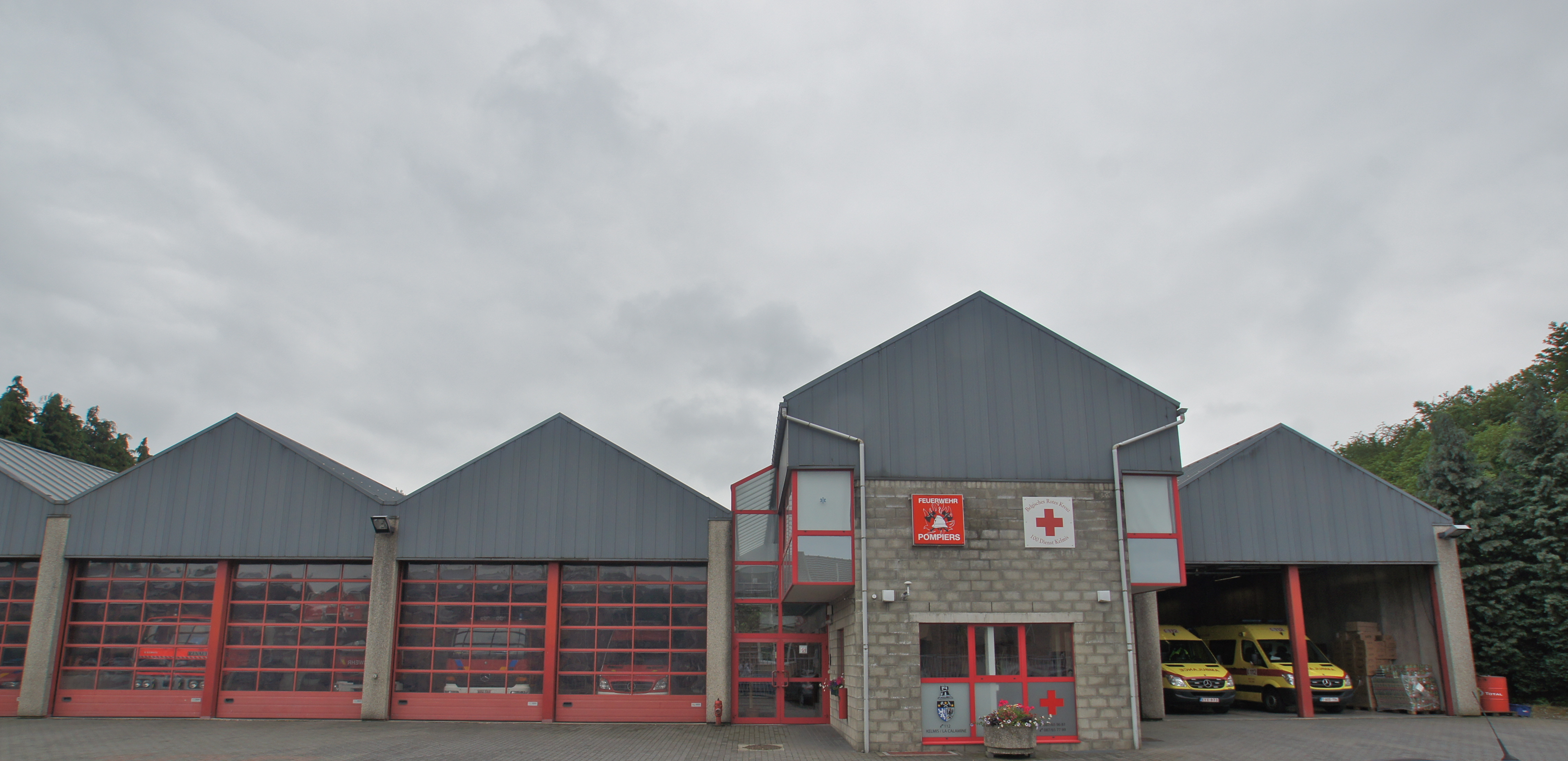
La caserne des pompiers de La Calamine, l'une des 7 casernes de la zone de secours Liège 6, couvrant le territoire germanophone.

En ce qui concerne les services de police, le territoire de la communauté germanophone est scindé en deux zones interpolice :
- au sud : la zone de police Eifel pour les communes d'Amblève, Bullange, Burg-Reuland, Butgenbach et Saint-Vith ;
- au nord : la zone de police Weser-Göhl pour les communes d'Eupen, La Calamine, Lontzen et Raeren.

Pour les services de pompiers, le territoire est couvert par une zone unique, la zone de secours Liège 6, regroupant les sept anciens services régionaux d'incendie de la communauté.

## Culture
- IKOB – Musée d'Art Contemporain de la communauté germanophone à Eupen
- Le théâtre AGORA[9]

## Personnalités
- Serge Brammertz, procureur au TPI pour l'ex-Yougoslavie à partir du 1er janvier 2008
- Aloys Jousten, évêque émérite de Liège
- Thierry Neuville (1988-), pilote de rallye
- Christian Brüls (1988-), joueur de football professionnel
- Mathias Cormann (1970-), ancien ministre australien, actuel Secrétaire général de l'OCDE
- Laurenz Rex (1989-), coureur cycliste
- David Engels (1979-), historien

## Média

### Presse écrite
- Grenz-Echo, quotidien
- Wochenspiegel (canton d'Eupen), hebdomadaire gratuit
- Kurier-Journal (cantons de Saint-Vith et Malmedy), hebdomadaire gratuit

### Radio
- Belgischer Rundfunk, service public éditant deux radios :
  - BRF1
  - BRF2
- Radio Contact (« Ostbelgien Now »)
- Radio Sunshine
- Radio 700
- 100’5 Das Hitradio (de)

### Télévision
- Belgischer Rundfunk, service public éditant une chaîne télévisée :
  - BRF-TV
- Bürgerfernsehen